# Pedicularis instar
Pedicularis instar är en snyltrotsväxtart som beskrevs av David Prain och Carl Maximowicz. Pedicularis instar ingår i släktet spiror, och familjen snyltrotsväxter. Inga underarter finns listade i Catalogue of Life.